# Sougé, Indre
Sougé är en kommun i departementet Indre i regionen Centre-Val de Loire i de centrala delarna av Frankrike. Kommunen ligger i kantonen Buzançais som tillhör arrondissementet Châteauroux. År 2022 hade Sougé 146 invånare.

## Befolkningsutveckling
Antalet invånare i kommunen Sougé
Referens:INSEE